# Bazalcik kostarykański
Bazalcik kostarykański (Hypsophrys nematopus) – gatunek słodkowodnej ryby z rodziny pielęgnicowatych (Cichlidae). Hodowana w akwariach.

## Występowanie
Ameryka Środkowa.

## Opis
Osiąga w naturze do 14 cm długości. 
| Zalecane warunki w akwarium | Zalecane warunki w akwarium      |
| --------------------------- | -------------------------------- |
| Zbiornik                    | średni lub duży                  |
| Temperatura wody            | 24–28 °C                         |
| Twardość wody               | średnio twarda do twardej 8–25°n |
| Skala pH                    | 7,0–8,0                          |
| Pokarm                      | głównie roślinny                 |